# Ilhabela
Ilhabela é um dos únicos municípios–arquipélagos marinhos brasileiros, estando localizado no litoral norte do estado de São Paulo. A população, segundo o Censo 2022, é de 34 934 habitantes, resultando numa densidade estimada de 100,9 hab/km²  O município é formado pela sede e pelos distritos de Cambaquara e Paranabi. O arquipélago é composto por 19 ilhas, ilhotes e lajes.
Possui uma das mais acidentadas paisagens da região costeira brasileira, com todas as características de relevo jovem. Com o aspecto geral de um conjunto montanhoso – formado pelo Maciço de São Sebastião e Maciço da Serraria, além da acidentada Península do Boi –, a Ilha de São Sebastião se destaca como um dos acidentes geográficos mais elevados e salientes do litoral paulista, tendo como pontos culminantes o Pico de São Sebastião, com 1379 metros de altitude; o Morro do Papagaio, com 1302 metros; e o Morro da Serraria, com 1285 metros.
Banhado pelo oceano Atlântico, o município está localizado a 212 quilômetros da capital e a 140 quilômetros da divisa com o estado do Rio de Janeiro. Está situada um pouco ao sul do Trópico de Capricórnio, que passa sobre a cidade vizinha de Ubatuba.
Devido às suas praias paradisíacas, belezas naturais e eventos como o Carnaval, além da cultura caiçara, Ilhabela é considerada um dos mais belos destinos turísticos brasileiros e atrai milhões de turistas de todo o mundo anualmente, sendo reconhecida como uma Estância Balneária e "Destino Turístico Inteligente" pela Organização Mundial de Turismo (OMT), ao lado de outras cidades paulistas. Em 2025, foi eleita um dos 10 destinos mais românticos do mundo.

## Estância balneária
Ilhabela é um dos 15 municípios paulistas considerados estâncias balneárias pelo Estado de São Paulo, por cumprirem determinados pré-requisitos definidos por Lei Estadual. Tal status garante a esses municípios uma verba maior por parte do Estado para a promoção do turismo regional. Também, o município adquire o direito de agregar junto ao seu nome o título de Estância Balneária, termo pelo qual passa a ser designado tanto pelo expediente municipal oficial quanto pelas referências estaduais.

## História

### Povos nativos
Pesquisas arqueológicas realizadas desde o final da década de 1990 mostram que pelo menos quatro das ilhas do arquipélago de Ilhabela foram habitadas muito antes da chegada dos europeus ao Brasil. Mais precisamente, há pelo menos 2000 anos a região era habitada por indígenas sambaquieiros, e há 700 por indígenas ceramistas.
Isso foi possível graças à descoberta de sítios arqueológicos pré-coloniais nas ilhas de Vitória, Búzios e dos Pescadores. Os primeiros habitantes do arquipélago foram pescadores e coletores que viviam em acampamentos a céu aberto perto de praias e baías. As coleções de conchas, frutos do mar e cerâmicas deixados por eles são os únicos vestígios dos quais arqueólogos dispõem para estudá-los. Os pesquisadores deduzem que esses habitantes pouco exploravam as matas, provavelmente colhendo apenas frutas e ingredientes para remédios.
Antes da colonização pelos portugueses, essas tribos foram substituídas por povos tupis-guaranis e jês, que tinham conhecimentos de cerâmica e agricultura e que deixaram o único vestígio de uma aldeia, no chamado "sítio Vianna" na ilha principal (Ilha de São Sebastião). Essas tribos se abrigavam provisoriamente sob rochas durante expedições de caça e exploração das ilhas.

### Colonização portuguesa

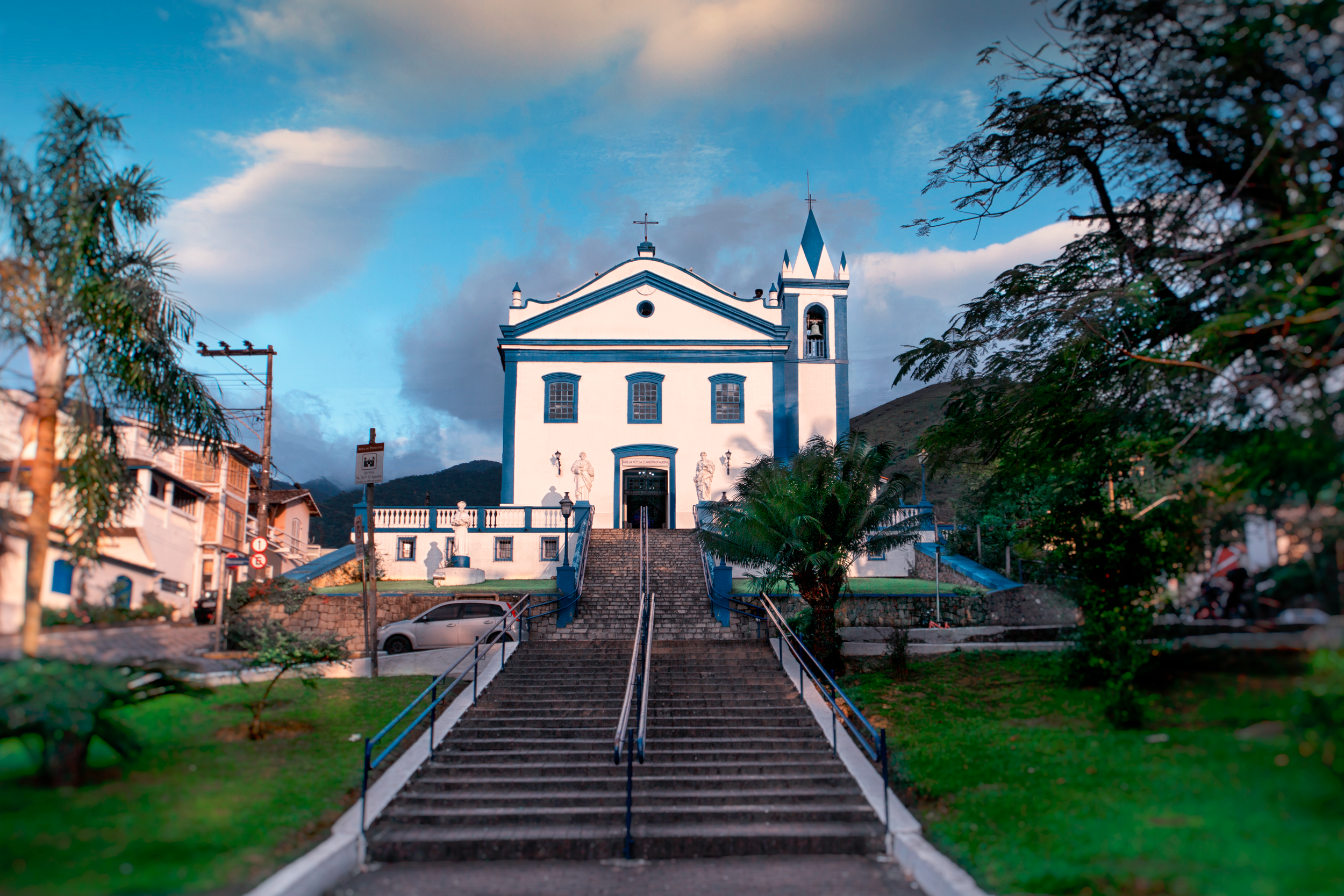
Igreja de Nossa Senhora D'Ajuda e Bonsucesso, construída entre 1697 e 1718

Em 20 de janeiro de 1502 a primeira expedição exploradora enviada ao Brasil pelos portugueses, comandada pelo navegador português Gonçalo Coelho e trazendo a bordo o cosmógrafo italiano Américo Vespúcio, encontrou uma grande ilha que, segundo o aventureiro alemão Hans Staden, era chamada pelos tupis de Maembipe ("lugar de troca de mercadorias e resgate de prisioneiros"). Essa ilha, assim como fora feito em outros acidentes geográficos importantes, foi batizada pelos membros da expedição com o nome do santo do dia, São Sebastião. Também se diz que era chamada pelos indígenas por Ciribaí (lugar tranquilo). Na época, a ilha servia de abrigo e também de entreposto para piratas e corsários originários principalmente da Inglaterra, da França e da Holanda, que visitavam Ilhabela para colher lenha, alimentos e água. Foram responsáveis por diversos ataques a embarcações e povoados portugueses (mais precisamente Santos, São Vicente e Bertioga), o que levou a coroa portuguesa a perder grandes quantidades de ouro e outras pedras preciosas até o século XVII. Essas movimentações pela região deram origem a lendas de tesouros escondidos pelo território da ilha.
Francisco de Escobar Ortiz foi o primeiro morador da Ilha de S. Sebastião e obteve de Pero Lopes de Sousa, donatário da capitania, sete léguas de terra para si e sua nobre geração e de sua mulher Ignez de Oliveira Cotrim, que ambos vieram da capitania do Espírito Santo para a ilha de S. Sebastião. Ignez de Oliveira Cotrim era bisavó do Capitão Bartolomeu Pais de Abreu, de João Leite da Silva Ortiz e de sua neta de mesmo nome Ignez de Oliveira Cotrim casada com Antônio de Faria Sodré irmão do Padre João de Faria Fialho. Segundo escreveu Pedro Taques de Almeida Pais Leme, foi Francisco de Escobar Ortiz senhor de dois engenhos de açúcar, os primeiros na ilha. Devido a sua posição estratégica era muito utilizada para fazer "aguada" ou seja, caravelas e galeões de passagem paravam na ilha para pegar água fresca e viveres. Entre os anos de 1588 e 1590 passaram por essa ilha os corsários ingleses Edward Fenton e Thomas Cavendish. Este último, acompanhado de John Davis, depois de ter sido derrotado em Vitória do Espírito Santo, voltou à ilha buscando refúgio, mas sofreu mais uma grande perda de homens em um embate quando os portugueses entre os quais Diogo de Unhate, Gonçalo Pedroso, Diogo Dias, Joaquim de Escobar Ortiz e João de Abreu atacaram e expulsaram, em uma única noite de batalha, os corsários ingleses que "infectavam" a costa. Outras fontes afirmam que o corsário Thomas Cavendish teria passado pela ilha em 1591, e que ele teria feito o caminho inverso: aportado em Ilhabela (saqueando Santos e São Vicente) e só depois sofrido a estrepitosa derrota em Vitória do Espírito Santo.

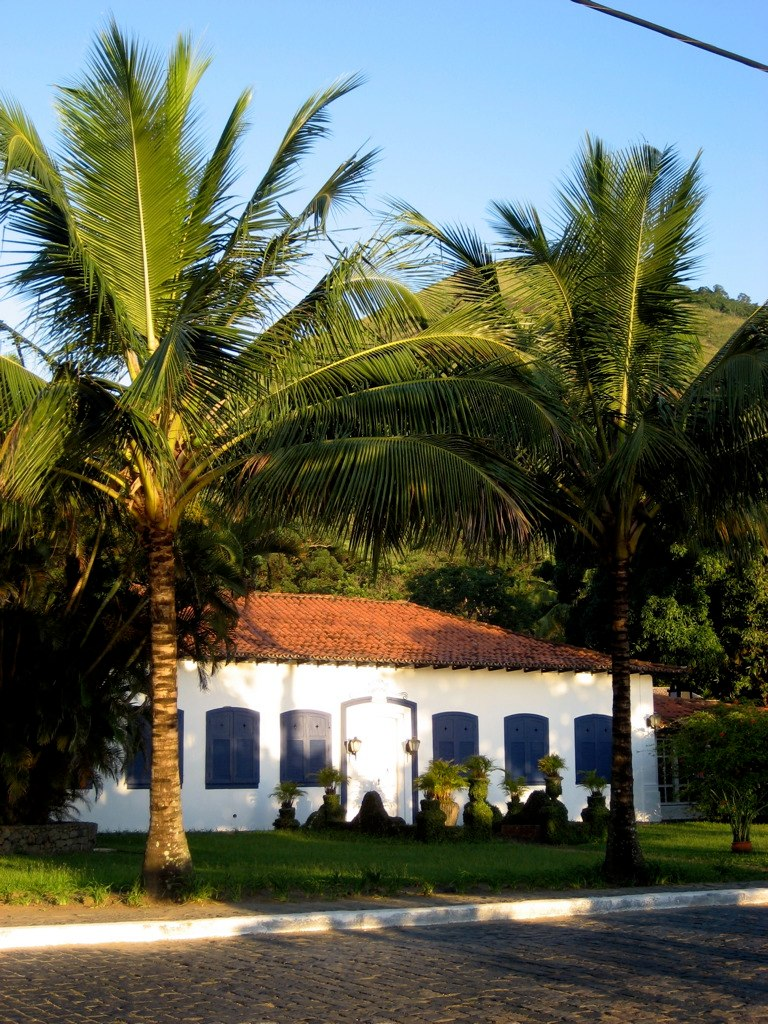
Casa em estilo colonial

A primeira concessão de terras pela coroa portuguesa da qual se sabe algo concretamente aconteceu em 1603 e se estendeu ao longo do século XVII. Em 19 de dezembro de 1610, o Capitão-Mor da Capitania de São Vicente Gaspar Conqueiro concedeu na Ilha, a Gaspar Fernandes e Diogo Conqueiro, uma uma Sesmaria com uma légua de terras a cada, com o intento de ali construírem um Engenho.  Na época, o produto mais comum a ser cultivado e depois exportado para a metrópole era a cana-de-açúcar, comum em todo o litoral paulista, e que era plantada nas áreas voltadas para o oceano e até nas ilhas mais afastadas, como Vitória e Búzios. O plantio da cana e a produção de açúcar ganharam fôlego entre os séculos XVII e XVIII e implicaram na derrubada de consideráveis áreas florestais. Com o advento do tráfico negreiro, o canal entre a ilha e o continente passou a ser frequentado por navios negreiros. Conforme relatos da época, alguns africanos escravizados conseguiram fugir e iniciaram os primeiros quilombos da região, em áreas distantes e de mata fechada. Em 16 de março de 1636 seria criada a Vila de São Sebastião que se desmembrou político administrativamente da Vila do Porto de Santos. A nova Vila de São Sebastião abrangia também o território da Ilha de São Sebastião (atual Ilhabela). Entre os séculos XVII e XVIII, a vila de São Sebastião era um importante porto para escoar o ouro encontrado nas regiões hoje correspondentes a Mato Grosso do Sul e Goiás. Para proteger as embarcações que de lá saíam, a segurança do canal foi reforçada com fortins, fortes, trincheiras e artilharias. A instalação desses equipamentos pode ter contribuído para o estabelecimento das primeiras povoações brancas no local, ainda no século XVII, o que se deu paralelamente à concessão de mais sesmarias para cultivo não só da cana, mas também de fumo e anil. Também por esses tempos, e também por conta da mineração próspera, foi instalada na Ponta das Canavieiras uma armação baleeira, a primeira da Capitania de São Paulo. Acredita-se que ela atendia basicamente a demanda local e os núcleos eram concedidos pela coroa numa sistemática sob a qual o concessionário investia no local e, após 10 anos, toda a infraestrutura ficava para a Fazenda Real. A Capitania do Rio de Janeiro restringiu a circulação de embarcações de azeite por suas águas, acreditando que o atual Litoral Norte paulista era na verdade palco de contrabando de ouro. A partir de 1734, portanto, baleias começaram a ser mortas para a produção de óleo. Mais ou menos em 1850, conforme o animal ficava mais excasso, a atividade e a armação foram abandonados. No começo do século XIX, a Ilha de São Sebastião contava com cerca de três mil habitantes e seu principal povoado chamava-se Capela de Nossa Senhora D'Ajuda e Bom Sucesso.

### Século XIX

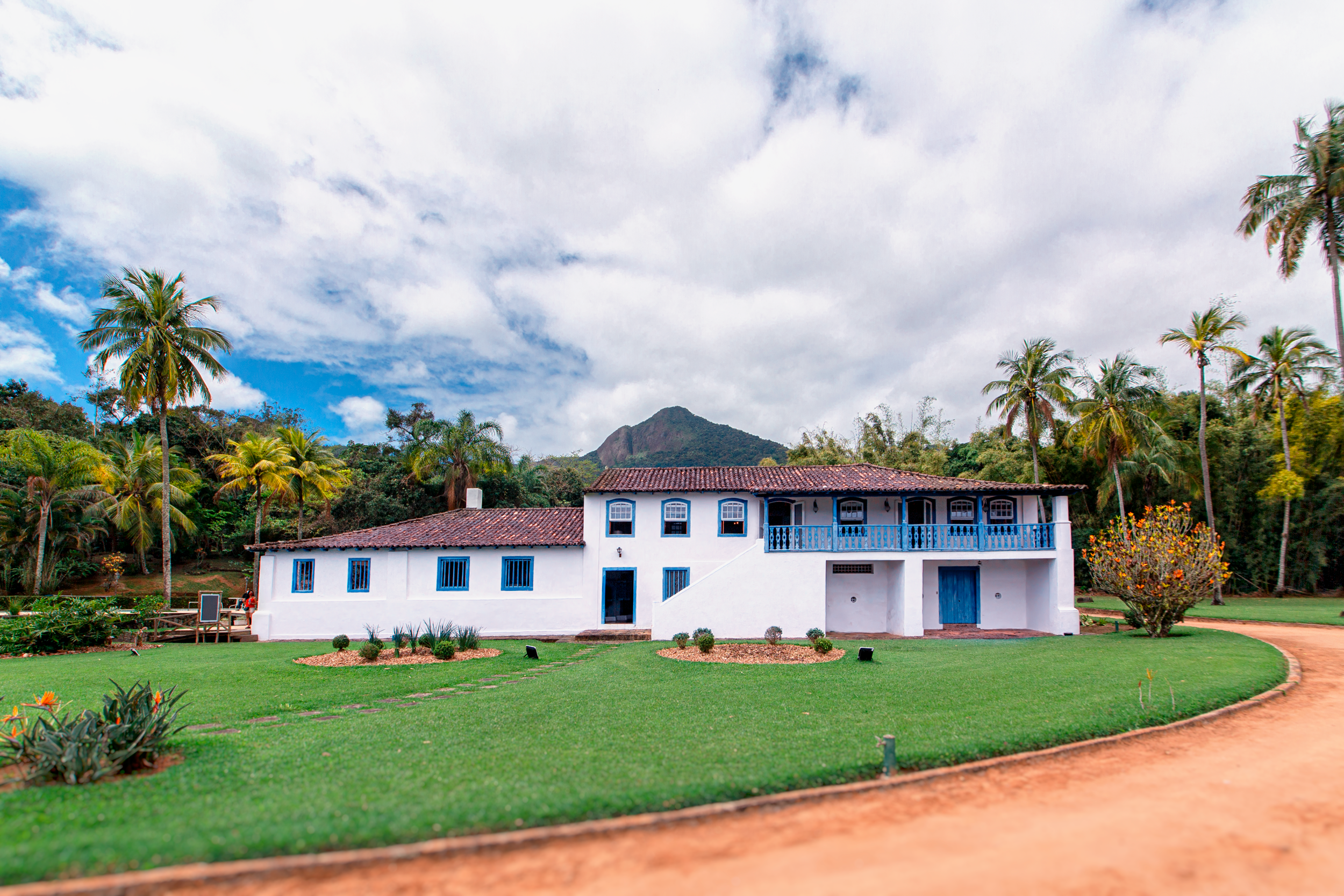
Fazenda Engenho d'Água, propriedade rural histórica do final do século XVIII ou início do século XIX

Com importância política, social e econômica cada vez maior, dada a pujança das atividades agrícolas e comerciárias da região, a Ilha de São Sebastião foi alçada por António José da Franca e Horta (que governava São Paulo na época) em 1805 à condição de Vila, com o nome de "Villa Bella da Princesa". Ao longo do século XIX, as atividades ligadas à cana-de-açúcar entraram em declínio, mas foram substituídas pelo café, a exemplo do que ocorreu no restante do Vale do Paraíba. Na vila, a produção se concentrou na Ponta do Boi, no sul da ilha, num local denominado Fazenda Nossa Senhora das Galhetas, Figueira e Sombrio. O cultivo do café implicava em um desmate ainda maior que o da cana-de-açúcar, e as plantas podiam ser colocadas em altitudes de mais de 500 metros, nas escarpas da ilha principal.
Em 1854, a população da ilha era de 10.769 habitantes, concentrados no lado voltado para o continente. Havia 225 fazendas onde 1725 pessoas escravizadas realizavam seus trabalhos forçados; a produção da vila na época era maior que a de qualquer município litorâneo de São Paulo. A era do café na região chegou ao fim com a abolição da escravatura no Brasil e a economia da ilha passou por um resgate das atividades do engenho, que na época somavam 36 e focavam em aguardente em vez de açúcar. Essa aguardente se destinava principalmente à exportação, em pequenas quantidades, por meio do porto de Santos.
 A própria população levava sua produção ao porto, usando canoas denominadas "vogas"; o conhecimento para fabricá-las era herança dos indígenas que antes povoavam a região. A Comissão Geográfica e Geológica de São Paulo deixou o seguinte relato a respeito dessas embarcações:
| “ | São as denominadas 'vogas' com dois mastros e uma tripulação de seis ou mais pessoas, que fazem esta viagem. Carregam até dezoito pipas de aguardente, em décimos ou quintos, e é por este gênero de carregamento, que se avalia sua capacidade. Navegam à vela quando possível, e senão a remos, quando há calmaria ou vento contrário. (...) em geral estas vogas não levam só aguardente, embora constitua o carregamento de maior monta. Frequentemente segue grande quantidade de 'quitandas', e é uma das cousas mais curiosas ver uma destas 'vogas', pronta para partir. Há de tudo a bordo: limões, cocos e outras frutas, cabritos, perus, galinhas, patos, ovos, esteiras e objetos de barro, enfim uma infinidade de produtos diversos, que são vendidos por conta dos donos que os confiaram ao patrão da canoa. Muitas vezes embarcam ainda passageiros, de maneira a tornar-se um verdadeiro enigma como tudo aquilo se arranja em caminho... | ” |

A fabricação dessas embarcações implicava em mais desmatamentos, uma vez que as árvores retas e de grande porte - nomeadamente: ingá, araticum, bocuíba-açú, coabí, guapuruvu, jequitibá, canela-moscada, canela-batalha, pau-d'alho, figueira - eram ideais para as vogas. Além disso, outras árvores tinham de ser derrubadas ao longo do processo de fabricação: algumas para abrir caminho para o transporte da matéria-prima, outras para que seus troncos servissem de "esteiras rolantes" para mover essa matéria-prima, e outras cujas copas acabavam entrelaçadas com as copas das árvores visadas pelos fabricantes. A produção era tão intensa que a vila se tornou o principal centro de confecção de vogas no litoral de São Paulo até o século XX.

### Séculos XX e XXI

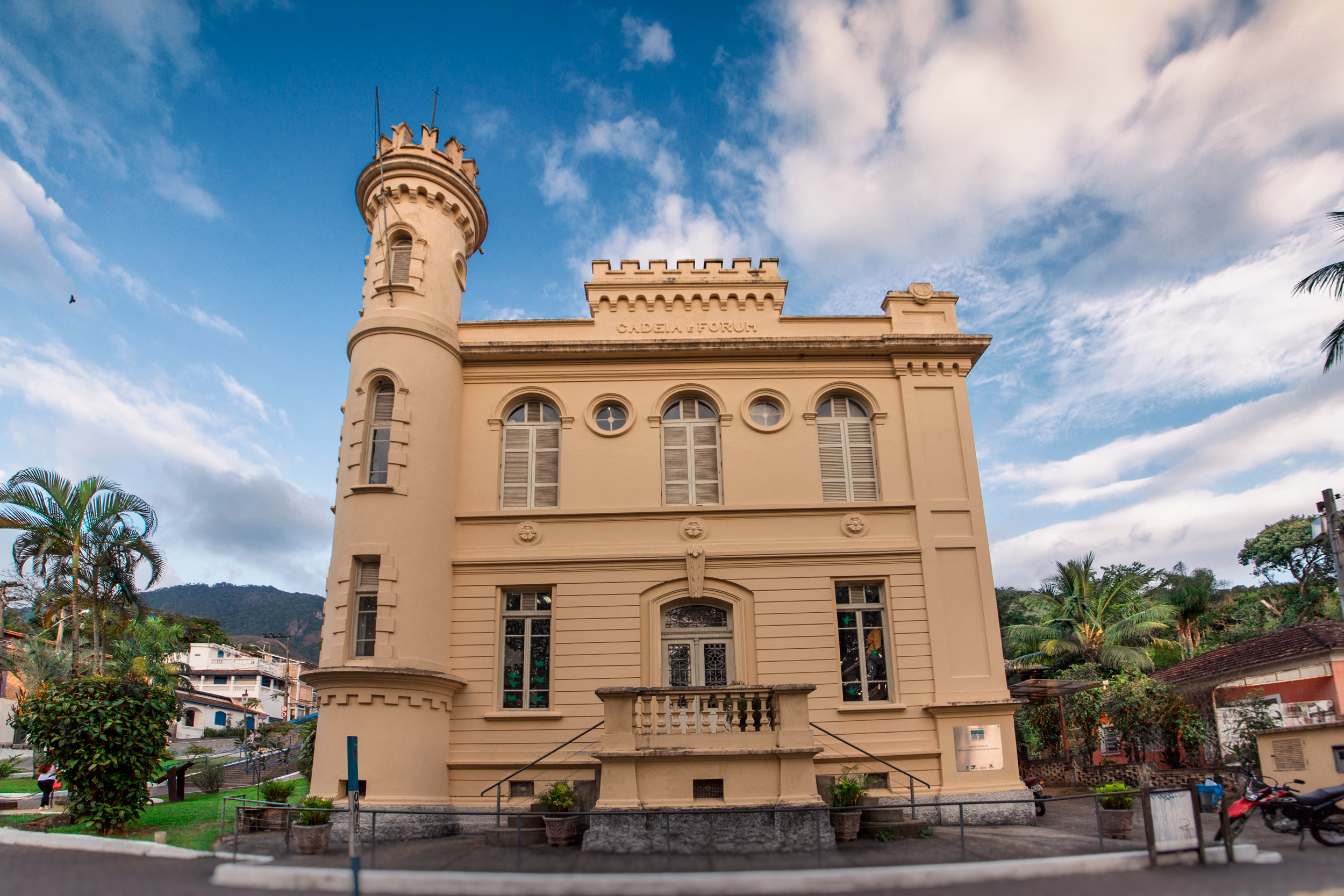
Antiga Cadeia e Fórum, construído em 1914

Um novo declínio de cultivo se abateu sobre a ilha e foi seguido por um período de estagnação econômica. Na década de 1920, imigrantes japoneses se instalaram na ilha e trouxeram tecnologias internacionais; ao mesmo tempo, a chegada do barco a motor e das redes de cerco alavancaram a pesca na região, antes restrita aos locais onde os métodos tradicionais eram eficazes. Assim, o uso das canoas de voga também se viu gradativamente obsoleto. Ao longo da primeira metade do século, a pesca ajudou a ilha a se tornar uma potência local novamente. O Saco do Sombrio, antes um ancoradouro de navios negreiros e por muito tempo desabitado, virou o maior porto pesqueiro da vila. Abrigava entre 20 e 25 barcos por vez, todos protegidos dos ventos, e reunia de 450 a 500 habitantes. O local atingiu tal importância que, em 1944, foi elevado à condição de distrito (com o nome Paranabi), juntamente às ilhas de Búzios, Vitória e dos Pescadores. Fora a pesca, ganharam força também o artesanato e a coleta de algas marinhas - esta última ensinada pelos japoneses e chegando ao seu ápice entre 1925 e 1932.
A partir dos anos 1930, a vila sofreu as consequências da crise mundial consolidada no período, somada à revolução constitucionalista e o consequente bloqueio marítimo imposto a São Paulo. Os imigrantes japoneses deixaram o local, levando muitos pescadores e tripulantes ao desemprego. De 1933 a 1938, os peixes em volta da ilha sumiram repentinamente, aumentando a miséria deles. Conforme o interior do estado era desbravado com a construção de novas estradas e ferrovias, boa parte da população migrou para lá em busca de melhores oportunidades. Esse êxodo propiciou uma tendência de recuperação da mata nativa. Em 21 de maio de 1934, o governo paulista realizou, em meio à grave crise econômica pela qual atravessava o país, uma reestruturação na divisão territorial do Estado, quando extinguiu 18 pequenos municípios, entre eles o de Vila Bela da Princesa (cujo nome já havia mudado para Vila Bela), que voltou a integrar o território da Vila de São Sebastião. A extinção do município foi revogada em 5 de dezembro de 1934. Por imposição do governo de Getúlio Vargas que baixou o decreto federal nº 2140, o nome de Vila Bela mudou, a partir de 1 de janeiro de 1939, para Formosa. Inconformados, os moradores iniciaram um movimento popular contra o novo nome até que, em 30 de novembro de 1944, o governo estadual baixou o decreto nº 14334, mudando o nome do município, a partir de 1 de janeiro de 1945, para Ilhabela.

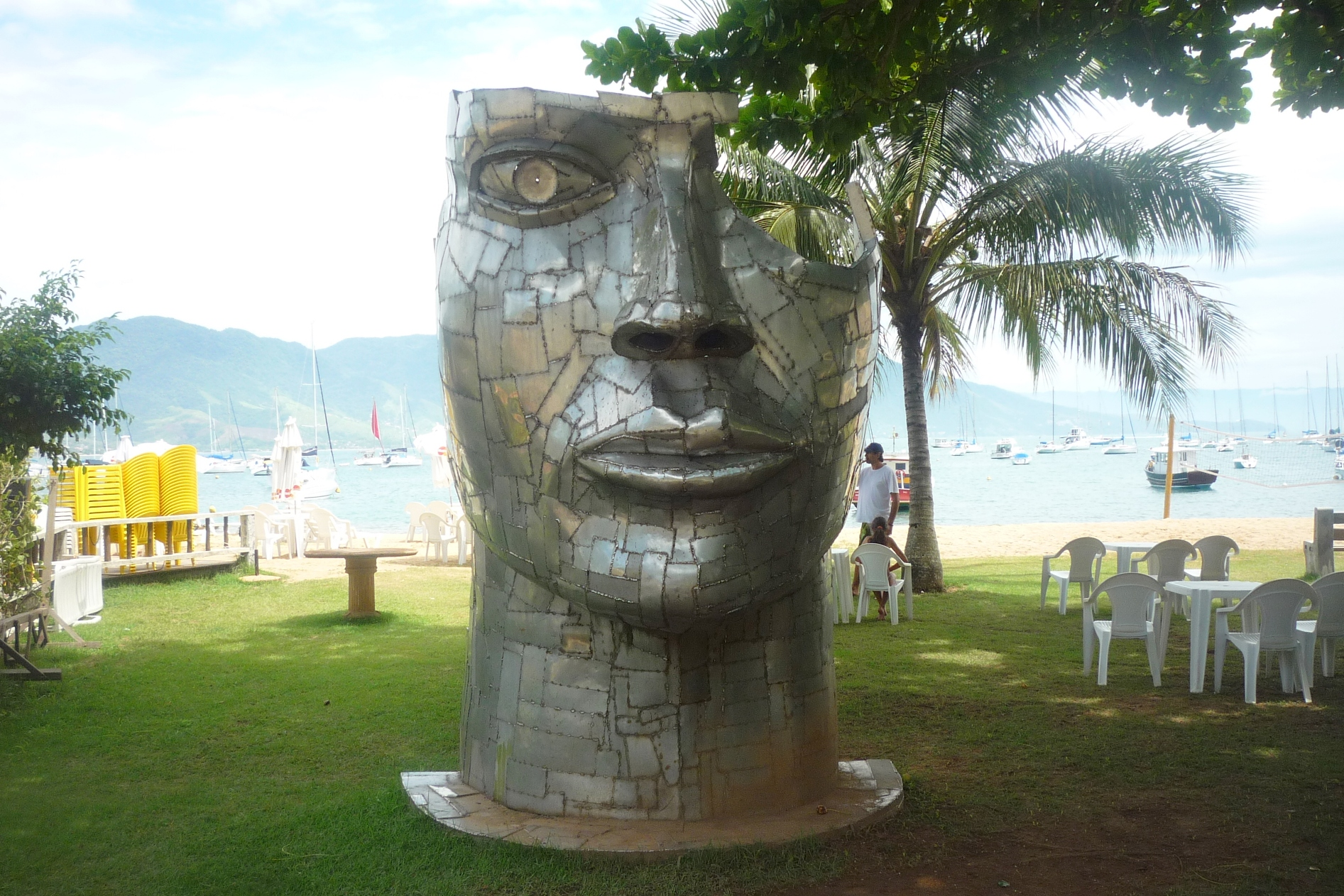
Arte em aço

As terras locais foram vendidos a preços desvalorizados e, a partir dos anos 1960, o turismo surge como alternativa para a retomada econômica da ilha. A infraestrutura local foi melhorada e a ilha passou a ser vendida como "símbolo da aventura, do prazer e da natureza selvagem".

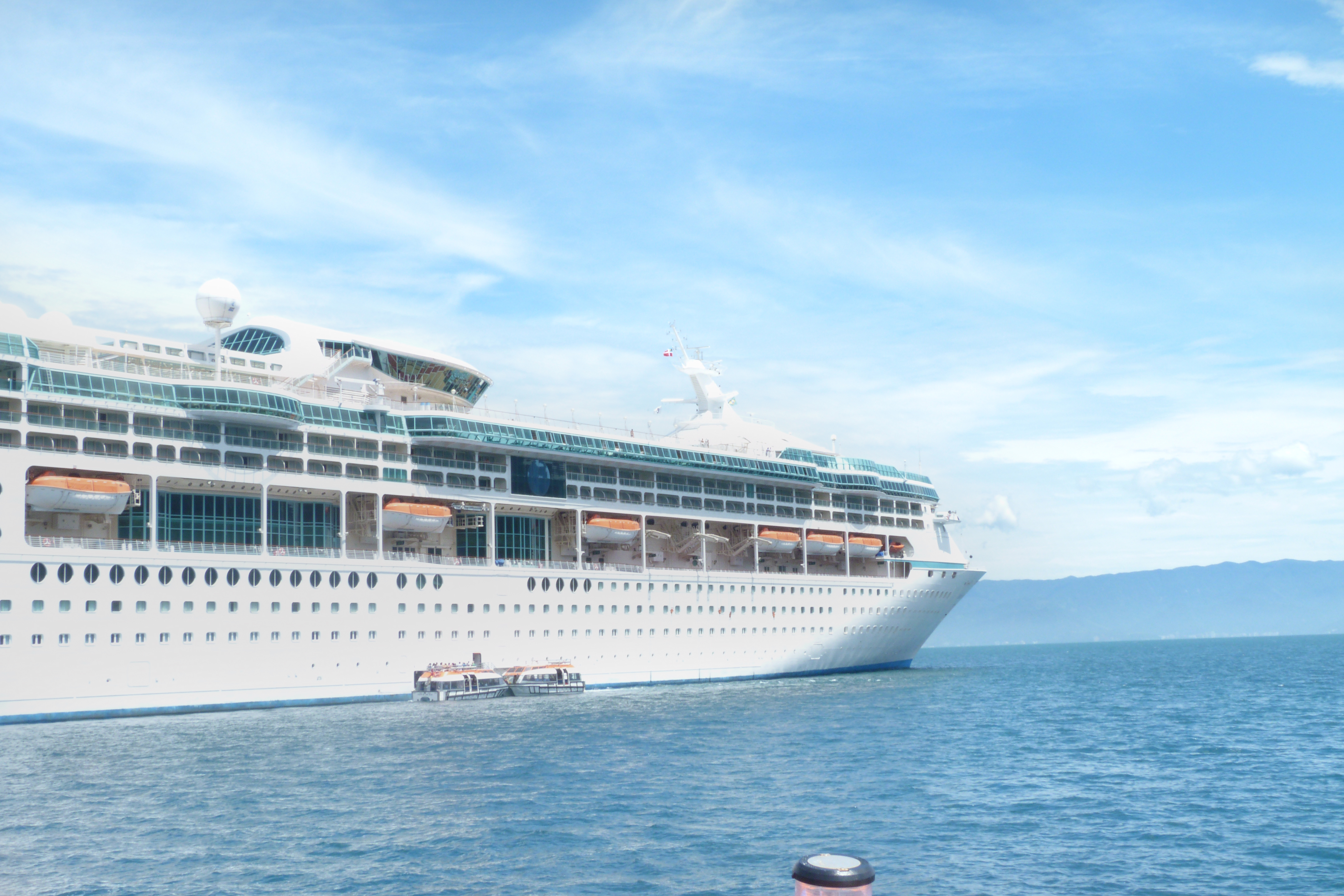
Navio de cruzeiro Vision of the Seas em Ilhabela em 2011

O turismo e a especulação imobiliária configuraram nova ameaça à mata nativa, o que estimulou ambientalistas a cobrarem a criação de Unidades de Conservação, culminando na criação do Parque Estadual de Ilhabela nos anos 1970. Segundo levantamento realizado em 2005, o turismo, aliado às atividades do Porto de São Sebastião e do Terminal da Petrobras, configuravam os principais vetores de pressão ambiental no local. Mais recentemente, a partir de 2011, pontos de exporação das camadas de pré e pós-sal vieram se juntar aos vetores anteriores.

## Geografia

### Composição territorial

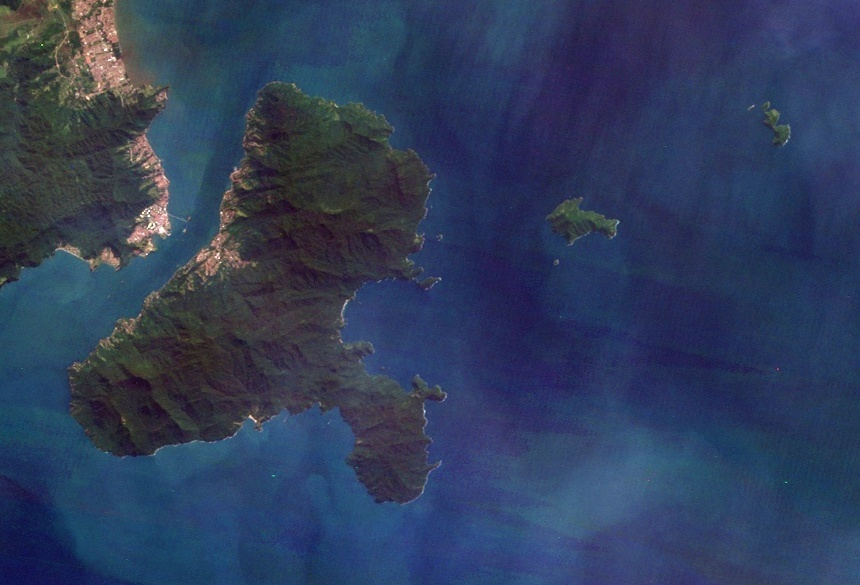
Imagem de satélite do arquipélago. Da esquerda para a direita: Ilha de São Sebastião, Ilha de Búzios e Ilha de Vitória. São Sebastião pode ser vista na parte esquerda da imagem.

O município arquipélago de Ilhabela possui um território de 348,3 km² (IBGE) e suas principais ilhas são, pela ordem em termos de área, a de São Sebastião (33737 ha), a dos Búzios (739 ha), a da Vitória (219 ha) e a dos Pescadores (20 ha) - todas habitadas. Fazem parte ainda do arquipélago diversas ilhas e ilhotes (ver seção "Ilhas, ilhotes e lajes" abaixo para uma relação completa).
As Ilhas da Vitória, dos Pescadores e dos Búzios ficam a 38, 37 e 24 km do continente, respectivamente. As ilhas de Búzios e Vitória ficam, respectivamente, a 28 e 40 quilômetros de Ilhabela. Canoas são as únicas embarcações capazes de atracar no píer precário. Ambas possuem resquícios de cemitérios indígenas pré-históricos. Os habitantes plantam e criam a própria comida, embora a quantidade de peixes esteja diminuindo, mas a Ilha de Búzios possui dois mercados. Falta água potável e os habitantes urinam e defecam na vegetação.

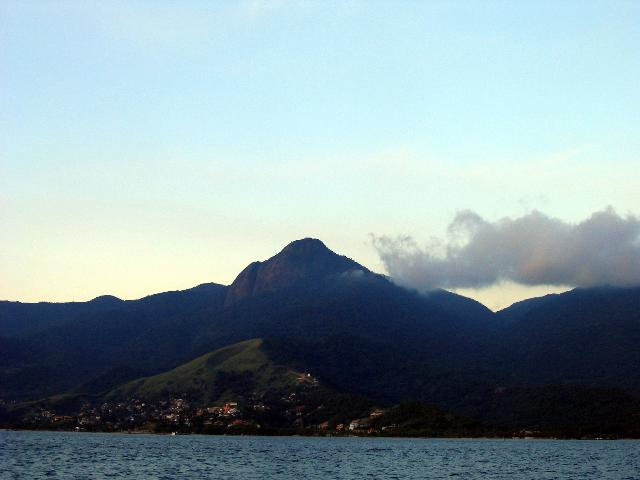
Pico do Baepi

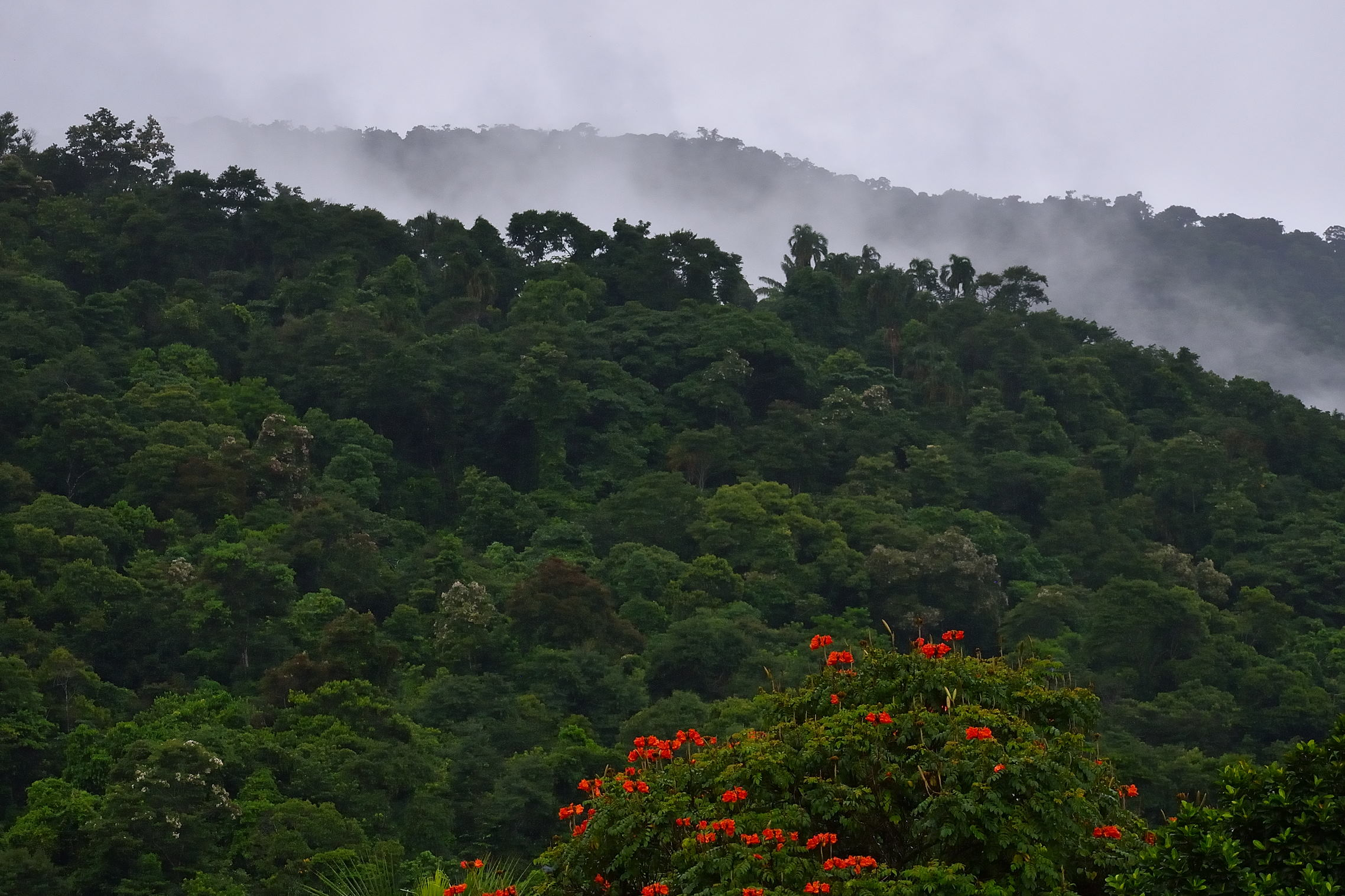
Mata Atlântica em Ilhabela

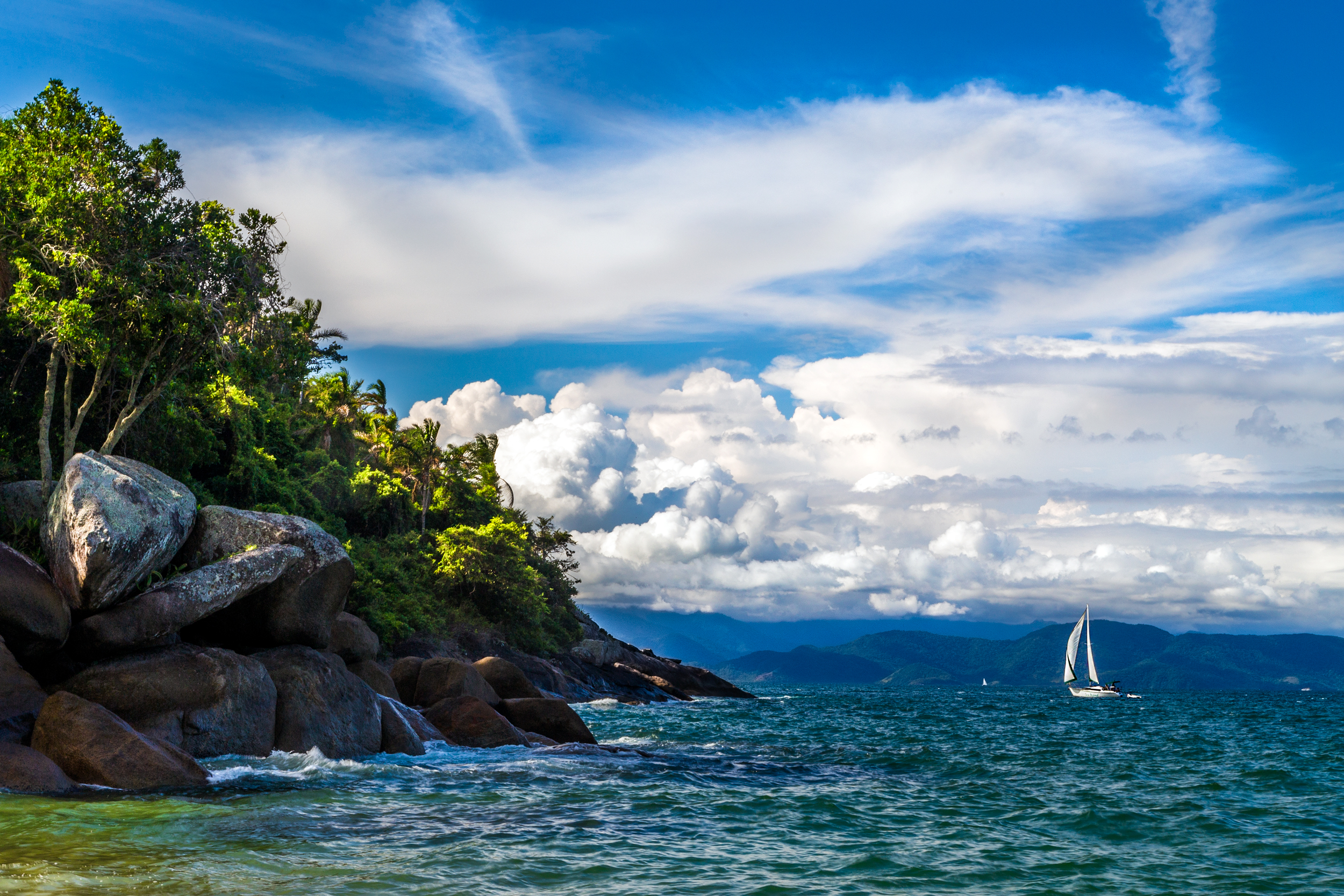
Praia da Feiticeira

Sem sistema de saúde, as ilhas dependem da visita periódica de equipes da prefeitura de Ilhabela com médicos, enfermeiros, dentistas e psicólogos. As ilhas são tão isoladas que, no início do século XX, o governo aventou a possibilidade de instalar presídios em alguma delas. Um dos engenheiros responsáveis por analisar o local foi Euclides da Cunha, que registrou as seguintes palavras sobre a Ilha de Vitória: "[a ilha tem] capacidade para povoamento muitas vezes maior, explicando-se o seu abandono pela distância".
A Ilha de São Sebastião - onde fica a área urbana do município - está localizada defronte aos municípios de São Sebastião a noroeste e Caraguatatuba a norte. Com 337,5 km², a Ilha de São Sebastião é a segunda maior ilha marítima do Brasil, superada apenas pela de Santa Catarina, que abriga a maior parte do município de Florianópolis, a capital de Santa Catarina. Em sua orla – com cerca de 130 quilômetros extensão – o relevo desenha reentrâncias e mergulhos, com 45 praias principais e outra dezena de pequeninas praias situadas, irregularmente, ao pé das escarpas.
A Ilha de São Sebastião está separada do continente pelo Canal do Toque-Toque, que possui cerca de 18 quilômetros de extensão e largura variando em torno de dois a cinco quilômetros. É possível atingi-la através do serviço de travessia por balsas da Travessia São Sebastião-Ilhabela da Dersa. A ilha possui um relevo bem acentuado, com montanhas com mais de mil metros de altura. Essas formações com grande altitude fazem uma barreira para os ventos carregados que vêm do mar, e por isso, mesmo com características tropicais. A distância entre o extremo sul e o extremo norte da ilha é de mais de 22 km. A Península do Boi, localizada na porção sudoeste da ilha, corre cerca de 8 km mar adentro.
A ilha possui duas faces distintas: a face voltada para o continente é a mais urbanizada e populosa cujas praias são mais calmas, badaladas e poluídas. Já a face voltada para o oceano aberto é pouco habitada, sendo que a maioria dos habitantes dessa face está na Praia de Castelhanos, a única praia do lado oceânico acessível de carro (embora só jipes possam fazer o trajeto até o local). Como as praias dessa face estão todas voltadas para o oceano, possuem ondas mais fortes que atraem surfistas.

### Fauna e flora

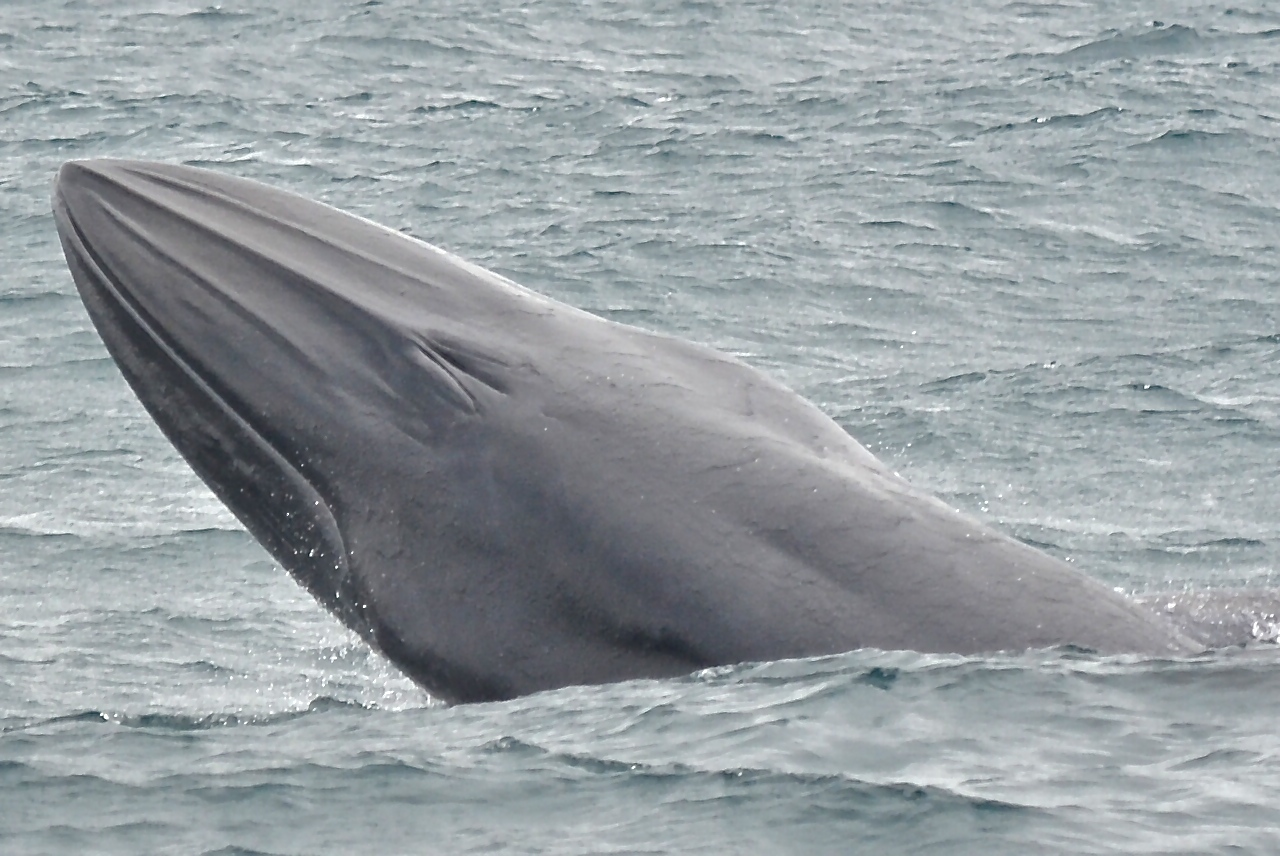
Baleia-de-bryde em Baía de Castelhanos

Uma das características marcantes de Ilhabela é a predominância da Mata Atlântica, sendo a Serra de Ilhabela coberta pela floresta latifoliada tropical úmida de encosta. Dentre todos os municípios abrangidos pela Mata Atlântica, Ilhabela foi aquele que mais preservou a floresta no período compreendido entre os anos de 1995 a 2000, graças a um programa de contenção da expansão urbana desordenada, que é desenvolvido pela administração municipal na área de entorno do Parque Estadual de Ilhabela (PEI), criado em 20 de janeiro de 1977 pelo decreto estadual nº 9414, com área de 27,025 hectares correspondente a cerca de 84,3% do território do município (o que incluiu grande parte da ilha principal, 11 outras ilhas, três ilhotes, três lajes e um parcel). A importância do parque lhe valeu inclusão na região conhecida como reserva de biosfera pela UNESCO e nas áreas abrangidas pela Aliança para a Extinção zero (AZE) e designação como Área Importante para a Preservação de Aves (IBA). Um levantamento de 2015 da Fundação Florestal listou 1569 espécies de flora na área do Parque Estadual.
O município é lar de espécies endêmicas como o rato cururuá, as serpentes Siphonops insulanus e Liotyphlops caissara e os lagartos teiú e teiú de Búzios (Tupinambis merianae sebastiani e Tupinambis merianae buzionensis, respectivamente; esta última endêmica da Ilha de Búzios), sendo ponto de avistamento também de 66 espécies de aves distribuídas estritamente na mata atlântica, sendo cinco consideradas globalmente ameaçadas de extinção em 2015.
Há alguns registros históricos sugerindo a presença de onças-pintadas na ilha. O primeiro data de 1562, quando José de Anchieta escreveu em carta para o Rei Sebastião de Portugal que a ilha era desabitada, porém continha "muitos tigres" (os exploradores portugueses conheciam mais os animais da África e da Ásia, que usavam como parâmetro). Outro registro data de 1877, quando a população local matou a última onça da qual se tem notícia na ilha, tendo ela vindo a nado do continente. Por fim, sabe-se que, em 1912, a Comissão Geográfica e Geológica de São Paulo registrou um local com o nome "Pedra da Onça".
A ocupação urbana é vista como potencial ameaça à preservação das espécies locais. Estruturas como a Estrada de Castelhanos, que provê acesso veicular terrestre à Praia de Castelhanos, preocupam especialistas, que recomendam cautela ao permitir o trânsito de visitantes.

### Hidrografia
Um estudo da Fundação Florestal de 2015 apontou que a qualidade da água do município, embora boa em geral por conta da densa vegetação, pode ser afetada pelo turismo intenso e pela presença de comunidades caiçaras carentes de serviços de saneamento básico.

### Clima

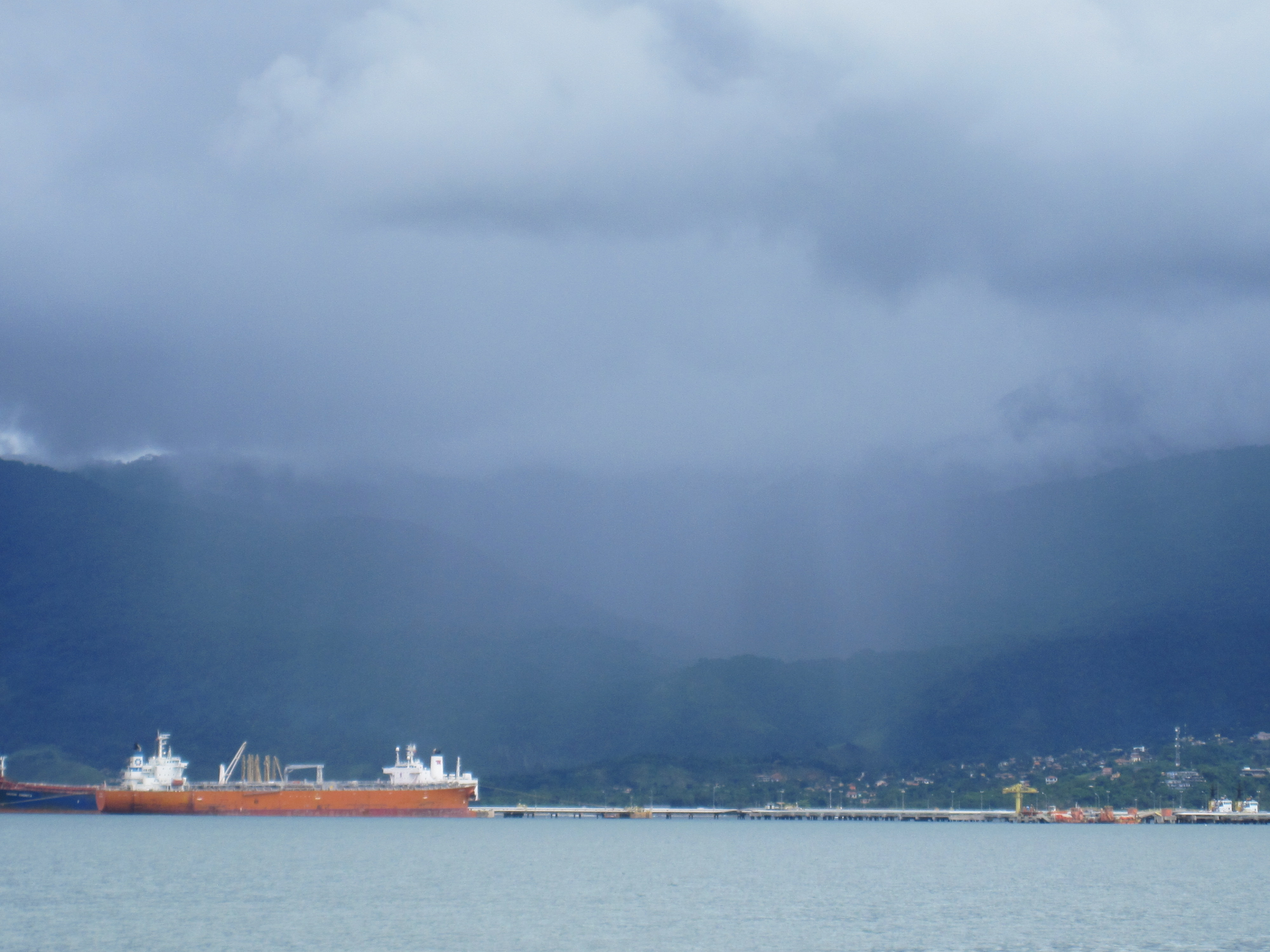
Chuva caindo em Ilhabela (vista de São Sebastião)

O clima é tropical litorâneo úmido ou tropical atlântico, classificado como Aw. Possui um clima quente e úmido, com temperatura média anual de 23 °C e precipitação de 1 646 mm/ano, mais concentrados nos meses de verão. O mês mais quente é fevereiro, com temperatura máxima de 30 °C e o mais frio é julho com mínima de 15 °C. No entanto, devido às diferenças altimétricas, é possível a ocorrência de diferentes climas em Ilhabela, como o tropical de altitude ou mesmo subtropical nas áreas montanhosas e nos picos. Áreas muito elevadas (acima de 1.000 m) tendem a apresentar temperaturas bastante inferiores às da parte que fica ao nível do mar.
Uma característica distinta do clima de Ilhabela é a diferença da umidade relativa do ar entre as duas faces da ilha. As altas montanhas que formam o território do município funcionam como uma barreira para as nuvens, forçando-as a se elevarem e propiciando condensação do vapor d'água e a ocorrência de chuva orográfica.
| Dados climatológicos para Ilhabela | Dados climatológicos para Ilhabela | Dados climatológicos para Ilhabela | Dados climatológicos para Ilhabela | Dados climatológicos para Ilhabela | Dados climatológicos para Ilhabela | Dados climatológicos para Ilhabela | Dados climatológicos para Ilhabela | Dados climatológicos para Ilhabela | Dados climatológicos para Ilhabela | Dados climatológicos para Ilhabela | Dados climatológicos para Ilhabela | Dados climatológicos para Ilhabela | Dados climatológicos para Ilhabela |
| Mês                                | Jan                                | Fev                                | Mar                                | Abr                                | Mai                                | Jun                                | Jul                                | Ago                                | Set                                | Out                                | Nov                                | Dez                                | Ano                                |
| ---------------------------------- | ---------------------------------- | ---------------------------------- | ---------------------------------- | ---------------------------------- | ---------------------------------- | ---------------------------------- | ---------------------------------- | ---------------------------------- | ---------------------------------- | ---------------------------------- | ---------------------------------- | ---------------------------------- | ---------------------------------- |
| Temperatura máxima média (°C)      | 29,6                               | 29,8                               | 29,7                               | 28                                 | 26,2                               | 25,2                               | 24,3                               | 24,8                               | 25,2                               | 26,3                               | 27,5                               | 28,8                               | 27                                 |
| Temperatura média (°C)             | 26,2                               | 26,4                               | 26                                 | 24                                 | 21,9                               | 20,6                               | 19,7                               | 20,7                               | 21,9                               | 23                                 | 24,2                               | 25,2                               | 23,3                               |
| Temperatura mínima média (°C)      | 22,9                               | 23,1                               | 22,3                               | 20                                 | 17,6                               | 16                                 | 15,2                               | 16,7                               | 18,6                               | 19,8                               | 20,9                               | 21,6                               | 19,6                               |
| Precipitação (mm)                  | 222                                | 210                                | 219                                | 146                                | 104                                | 73                                 | 60                                 | 61                                 | 80                                 | 133                                | 144                                | 194                                | 1 646                              |
| Fonte: Climate-Data.               |                                    |                                    |                                    |                                    |                                    |                                    |                                    |                                    |                                    |                                    |                                    |                                    |                                    |

## Demografia

### Dados demográficos
Dados do Censo - 2000
- População total: 20.836
  - Urbana: 20.589
  - Rural: 247
  - Homens: 10.856
  - Mulheres: 9.980
- Densidade demográfica (hab./km²): 59,98
- Mortalidade infantil até 1 ano (por mil): 16,95
- Expectativa de vida (anos): 70,65
- Taxa de fecundidade (filhos por mulher): 2,71
- Taxa de alfabetização: 90,69%
- Índice de Desenvolvimento Humano (IDH-M): 0,781
  - IDH-M Renda: 0,740
  - IDH-M Longevidade: 0,761
  - IDH-M Educação: 0,842

(Fonte: IPEADATA)

### Religião
O Cristianismo se faz presente na cidade da seguinte forma:
A Igreja Católica na cidade é representada pela Diocese de Caraguatatuba. Entre as igrejas protestantes históricas, pentecostais e neopentecostais, encontram-se na cidade:
- Assembleia de Deus Ministério do Belém.[45][46]
- Congregação Cristã no Brasil.[47]

## Política
Em 2015, uma pesquisa Ibope indicou que a Câmara Municipal de Ilhabela era a segunda instituição a inspirar menos confiança na população local, atrás apenas da empresa de telecomunicações Vivo.

## Economia

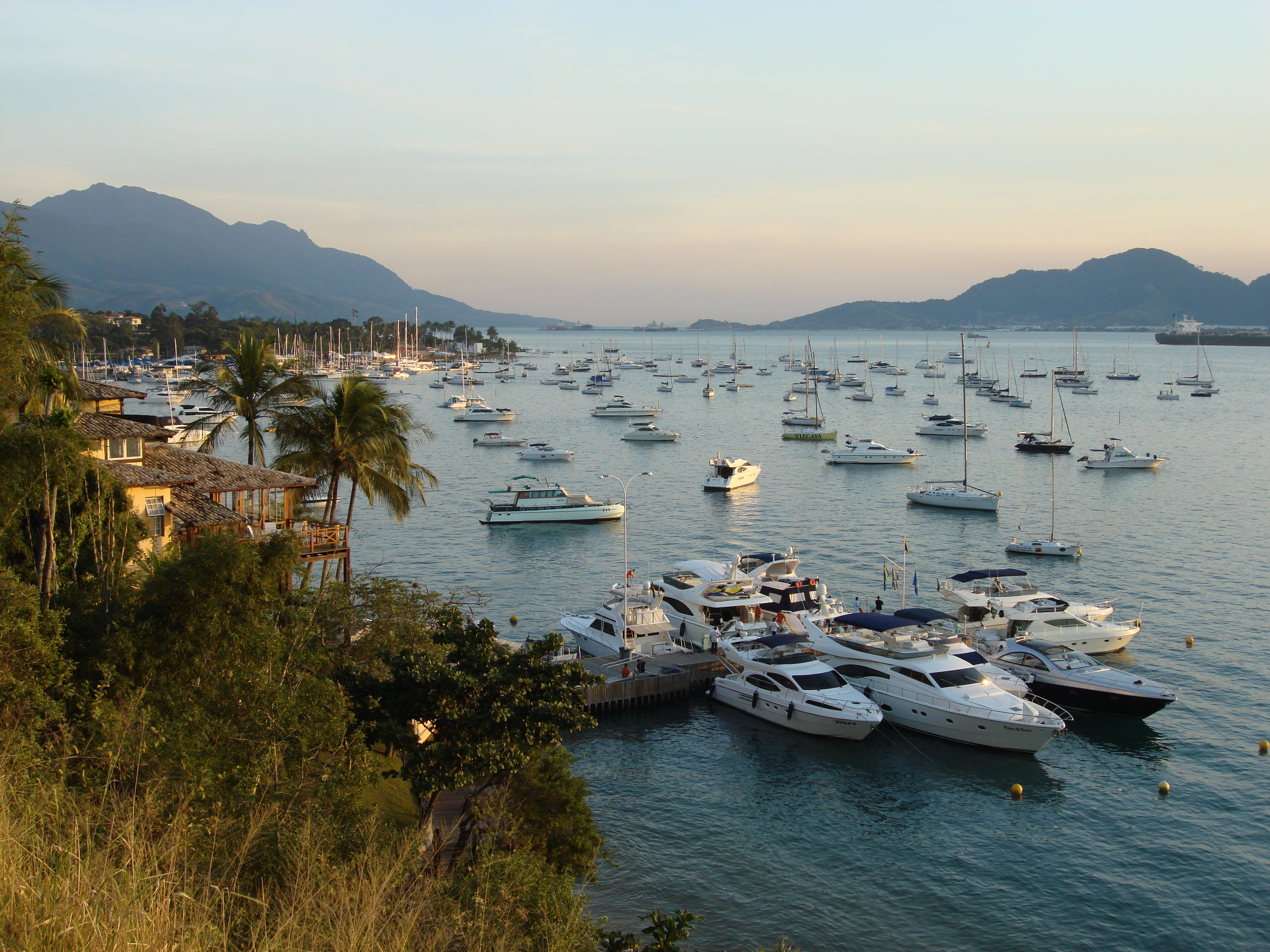
Porto de Ilhabela.

A economia do município baseia-se no turismo, no comércio e na construção civil, com a pesca, o artesanato e o funcionalismo público ocupando posições secundárias em termos econômicos. Em 2016, a cidade ficou entre os dez municípios brasileiros com o melhor Índice FIRJAN de Gestão Fiscal.

### Turismo

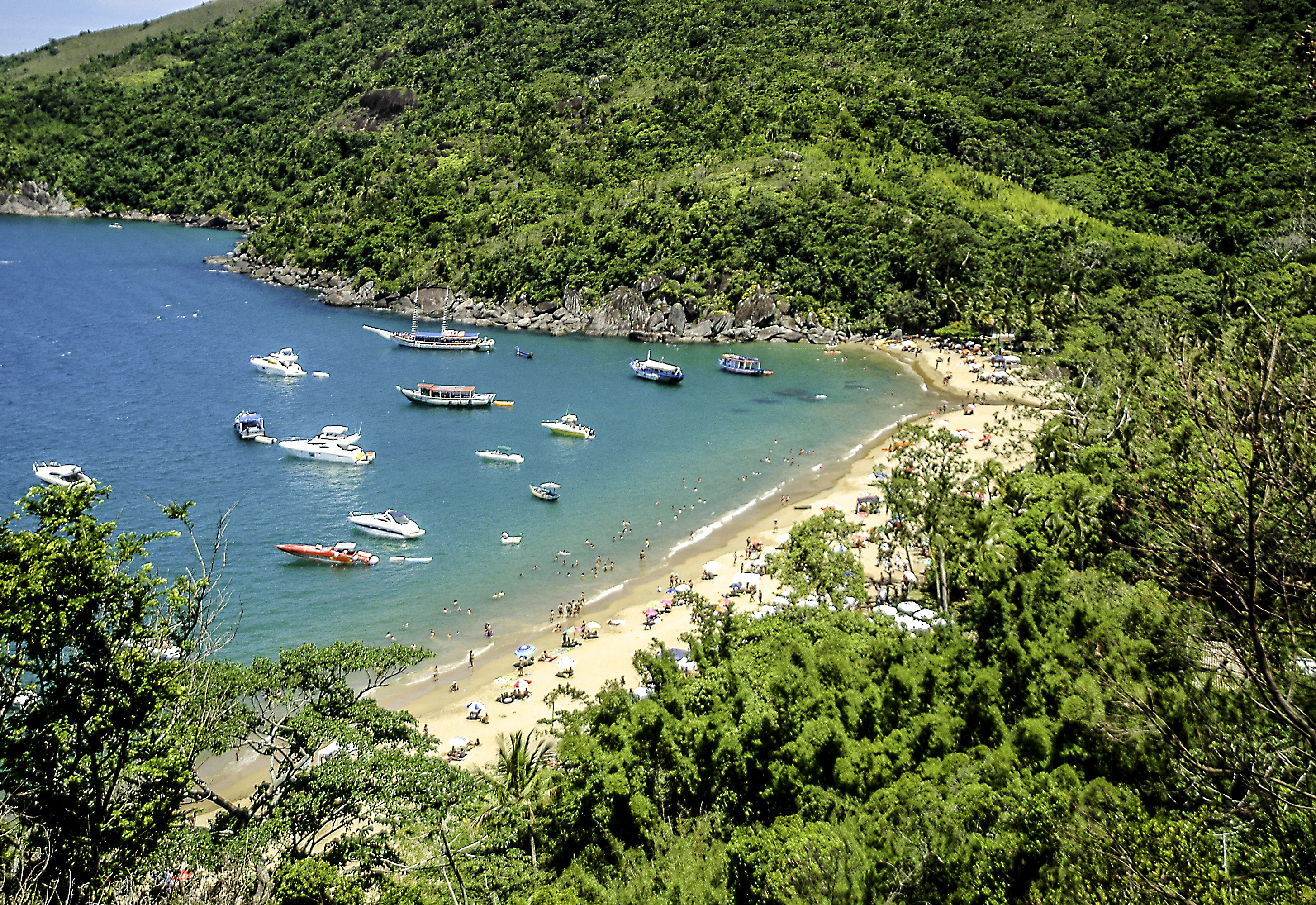
Ilhabela é um dos destinos mais visitados no litoral paulista, sendo o turismo a maior parte da renda da ilha. Na foto, Praia do Jabaquara.

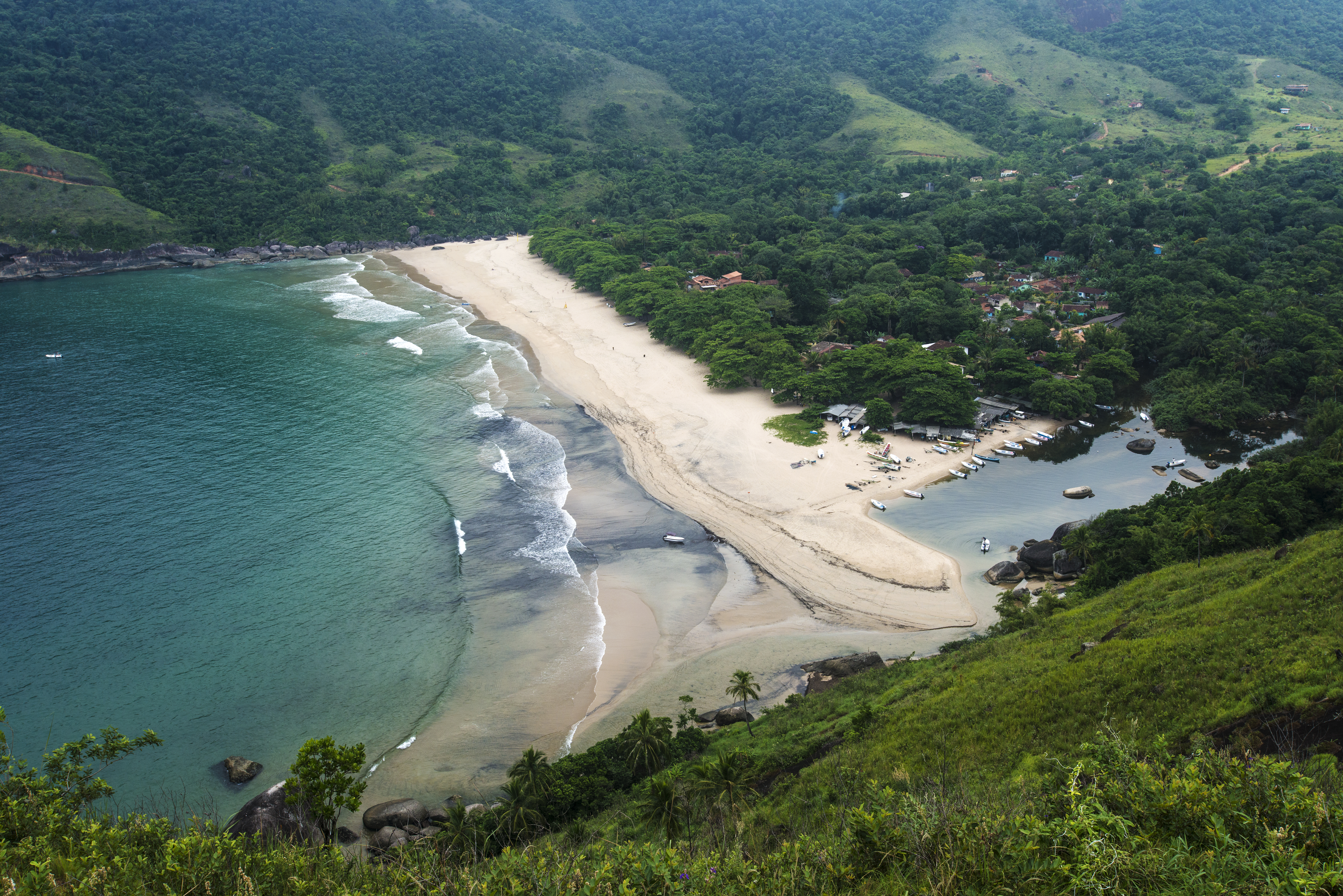
Praia do Bonete em Cambaquara.

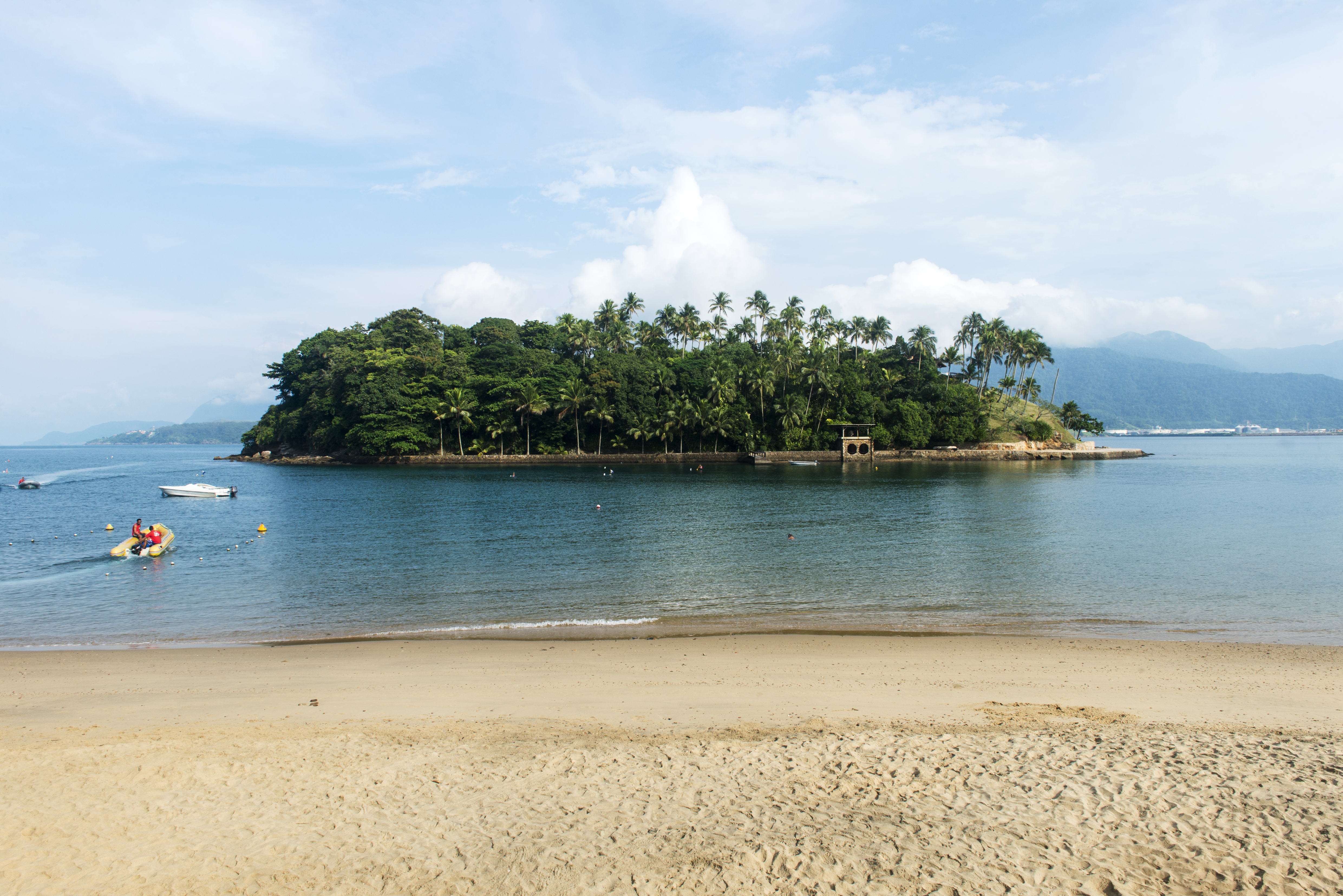
Ilha das Cabras.

O turismo movimenta a economia durante a temporada. A população chega a se multiplicar até cinco vezes nessa época. A cada ano cresce o número de turistas. Ilhabela é conhecida por suas praias, cachoeiras, trilhas. Foi ainda uma das 65 cidades indutoras de turismo do país e destino de sol e mar do estado para a Copa do Mundo de 2014.
Uma pesquisa realizada em novembro de 2014 mostrou que 66% da população local era favorável ao controle de acesso de visitantes à ilha.
O município foi homenageado no Carnaval de São Paulo em 2016 por meio da escola de samba Unidos de Vila Maria, com o enredo "A Vila mais famosa é a mais bela, Ilha bela da fantasia".
Na região, durante todo o ano — especialmente no outono e no inverno — é possível observar baleias-jubarte nadando próximas à costa. Esse fenômeno natural atrai turistas de diversos lugares, que visitam as praias mais isoladas do sul de Ilhabela para desfrutar de uma vista panorâmica das baleias nadando e saltando nas águas.

### Praias
O município de Ilhabela possui um total de 41 praias, desde as mais tranquilas para relaxar, até as mais agitadas com infraestrutura. As praias localizadas mais ao sul e ao leste da ilha, nos distritos de Cambaquara e Paranabi, são as mais isoladas e tranquilas.
Praias do norte:
- Praia da Armação
- Praia da Fome
- Praia da Pacuíba
- Praia da Ponta Azeda
- Praia da Siriúba
- Praia de Garapocaia (Pedra do Sino)
- Praia de Santa Teresa
- Praia do Barreiros
- Praia do Jabaquara
- Praia do Pinto
- Praia do Viana
- Praia Saco do Indaiá

Praias do centro:
- Praia da Barra Velha
- Praia do Engenho D’Água
- Praia do Itaguaçu
- Praia do Itaquanduba
- Praia do Pequeá
- Praia do Perequê
- Praia do Saco da Capela
- Praia da Vila

Praias do sul:
- Praia da Feiticeira
- Praia das Pedras Miúdas
- Praia do Curral
- Praia do Julião
- Praia do Oscar
- Praia do Portinho
- Praia do Veloso
- Praia Grande

Praias do leste:
- Praia da Caveira
- Praia da Figueira
- Praia da Serraria
- Praia das Enchovas
- Praia de Castelhanos
- Praia de Guanxumas
- Praia de Indaiaúba
- Praia do Bonete
- Praia do Eustáquio
- Praia do Gato
- Praia do Poço
- Praia Mansa
- Praia Vermelha

## Infraestrutura

### Transportes

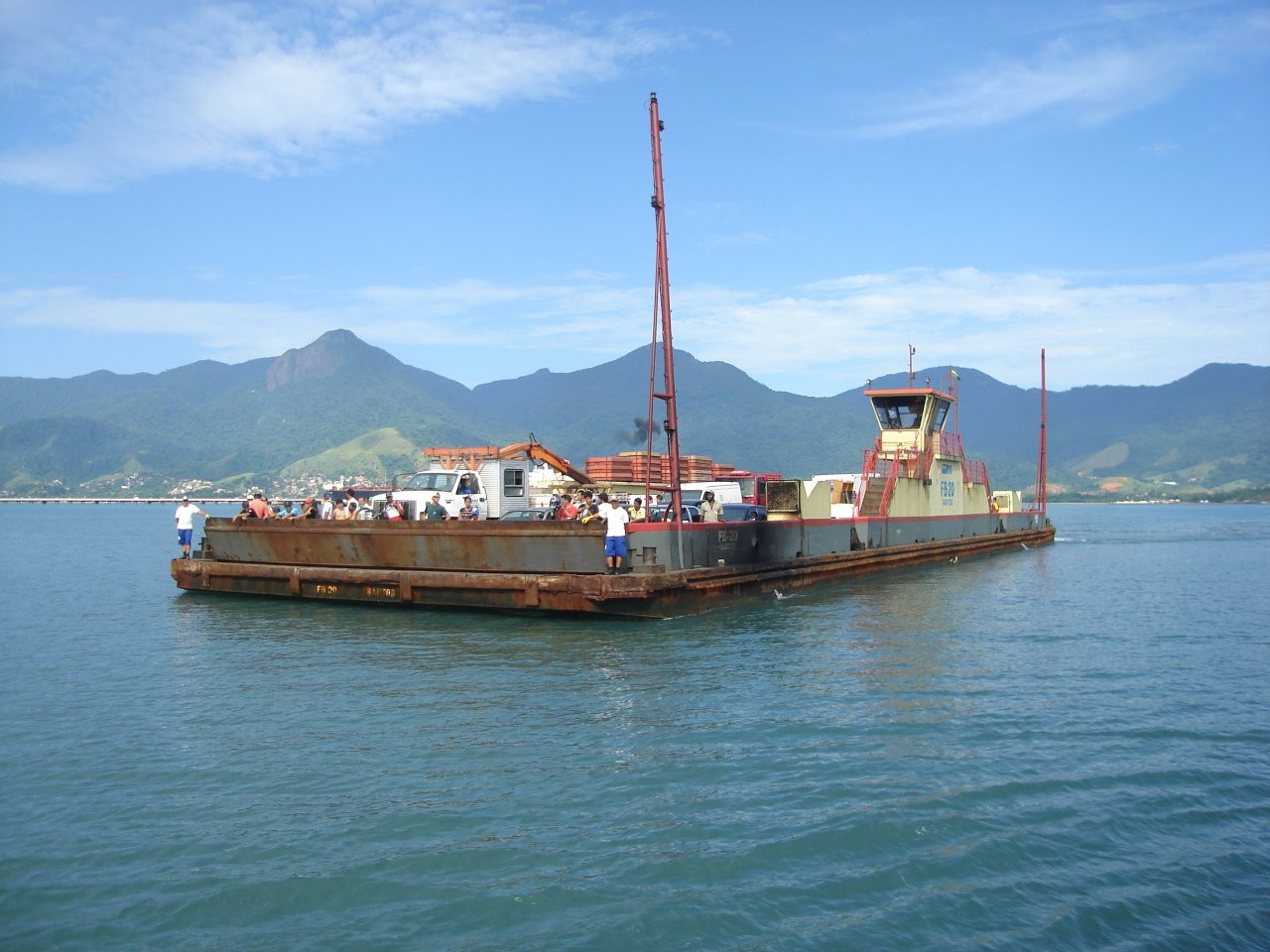
Balsa da Dersa que conecta Ilhabela com São Sebastião

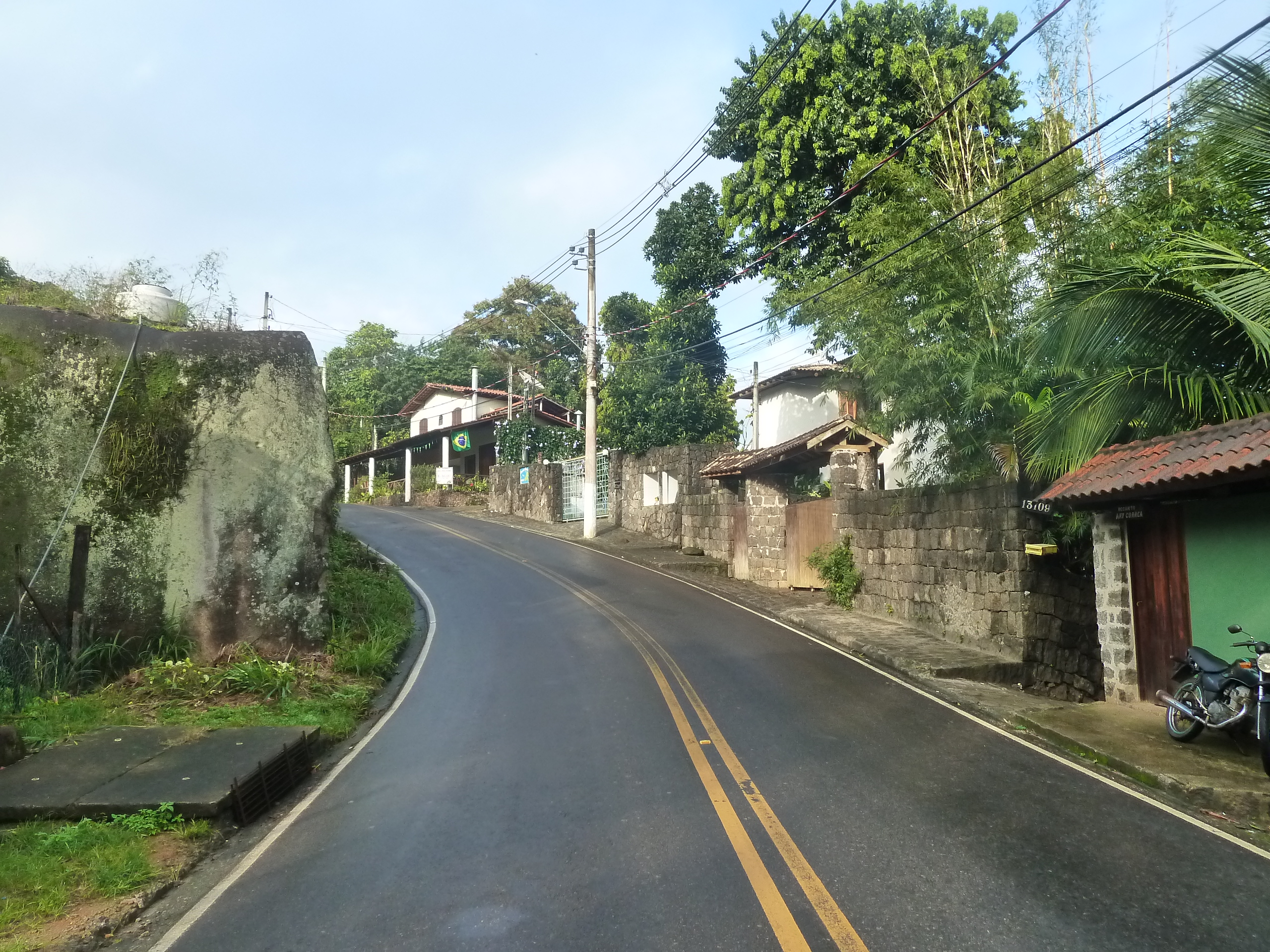
Trecho da SP-131 em Cambaquara

O principal acesso a Ilhabela, para quem vem de São Paulo ou do Vale do Paraíba, é feito pela Rodovia dos Tamoios que liga São José dos Campos a Caraguatatuba. Ao chegar a Caraguá, continua-se pela Rodovia Manuel Hipólito Rego, a SP-55, sentido Sul até São Sebastião. É possível ir também pela Rio-Santos. Em Ilhabela em si, a principal via é a SP-131, que liga a Ponta das Canas (extremo norte) à Ponta das Canas (extremo sudoeste).

### Comunicações
O sistema de telefones automáticos foi inaugurado na cidade pela Companhia de Telecomunicações do Estado de São Paulo (COTESP) em 1973. Já o sistema de discagem direta à distância (DDD) foi implantado em 1976 pela Telecomunicações de São Paulo (TELESP), com o código de área (0124).
Na década de 90 o código DDD da cidade foi alterado para (012), para padronização do sistema telefônico com a telefonia celular que estava sendo implantada em todo o estado.

### Saneamento básico
Em fevereiro de 2016, a prefeitura de Ilhabela anunciou um investimento de 12 milhões de reais para criar um sistema de esgoto na região sul da cidade. Na época do anúncio, o município era o pior de todo o litoral de São Paulo no quesito "tratamento sanitário" segundo avaliação da Secretaria Estadual do Meio Ambiente - 35% do esgoto da cidade é coletado, pré-condicionado e lançado ao mar, segundo o órgão, enquanto que a prefeitura aponta 61% de cobertura de rede de esgoto.